# Condor (Rio Grande do Sul)
Condor is een gemeente in de Braziliaanse deelstaat Rio Grande do Sul. De gemeente telt 6.873 inwoners (schatting 2009).

## Aangrenzende gemeenten
De gemeente grenst aan Ajuricaba, Nova Ramada, Palmeira das Missões, Panambi, Santo Augusto en Santa Bárbara do Sul.